# Куруме
Куруме е град в префектура Фукуока, Япония. Населението му е 304 125 жители (по приблизителна оценка от октомври 2018 г.), а площта e 229,84 кв. км. Намира се в часова зона UTC+9. Основан е през 1889 г. През 2005 г. 4 градчета са погълнати от града и стават част от него. В града има поне два университета. Телефонният номер на кметството е 0942-30-9000.